# Luisa Miller

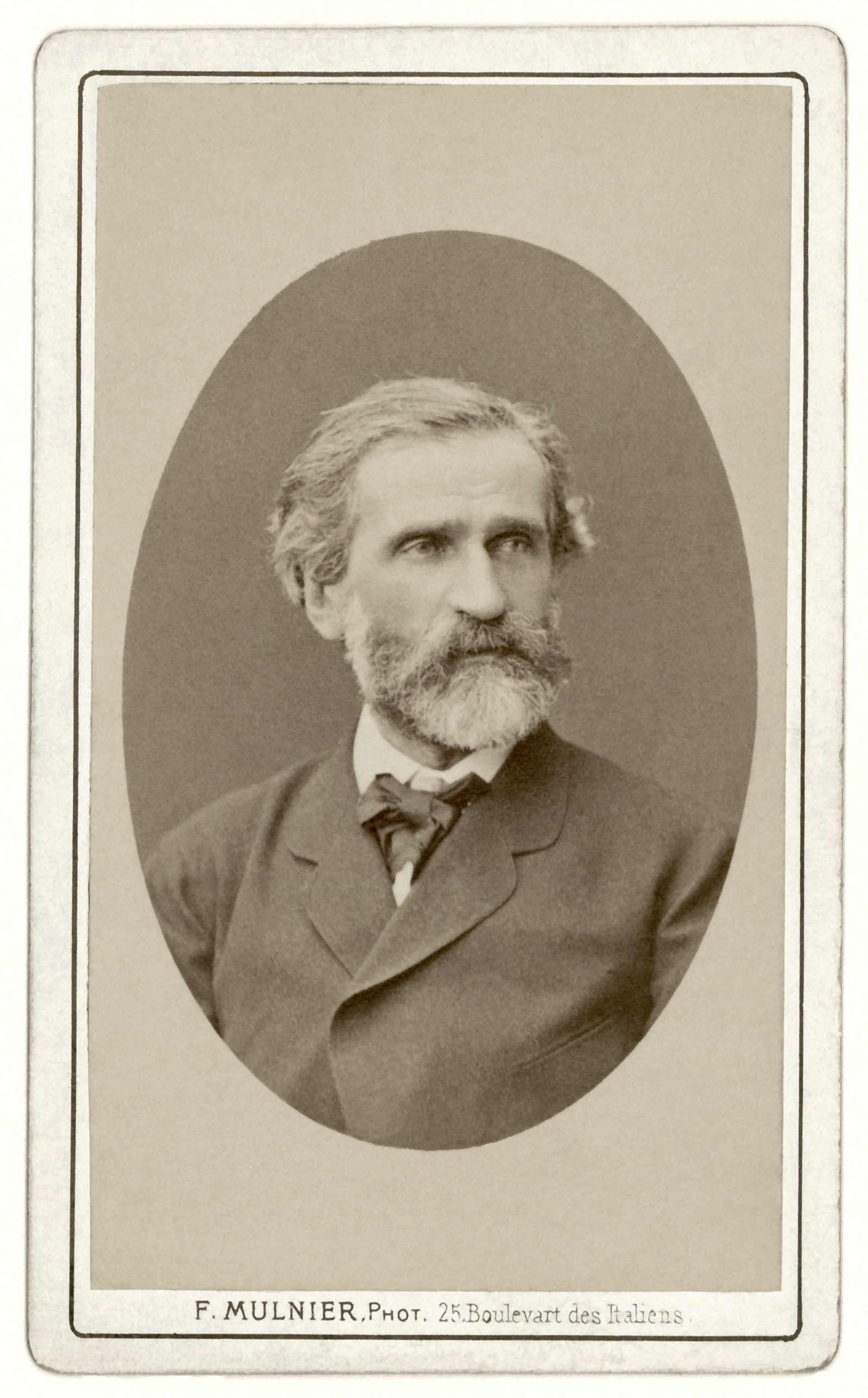
Giuseppe Verdi

Luisa Miller är en opera (melodramma tragicvo) i tre akter med musik av Giuseppe Verdi och libretto av Salvatore Cammarano efter Friedrich Schillers skådespel Kabale und Liebe (1784). Operan hade premiär 8 december 1849 på Teatro San Carlo i Neapel.

## Historia
Verdi skrev Luisa Miller för att rädda sin librettist Cammarano ur en konflikt med Teatro San Carlo i Neapel. Från början hade de tänkt sig romanen L'assedio di Firenze av Francesco Domenico Guerrazzi, men censuren inlade sitt veto och Cammerano kom att tänka på Schillers pjäs Kabale und Liebe, som Verdi funderat på tidigare. Trots diverse intriger i Neapel blev Luisa Miller en framgång, men Verdi var så missnöjd med förhållandena på teatern att han svor på att aldrig skriva fler operor för Neapel, och det löftet höll han. 
Svensk premiär 28 mars 1985 på Kungliga Operan i Stockholm (gästspel).

## Personer
- Greve Walter (bas)
- Rodolfo, hans son (tenor)
- Federica, hertiginna av Ostheim, Walters brorsdotter (alt)
- Wurm, grevens betjänt (bas)
- Miller, en pensionerad soldat (baryton)
- Luisa, hans dotter (sopran)
- Laura, en bondhustru (mezzosopran)
- En bonde (tenor)
- Federicas hovdamer, pager, tjänstefolk, livvakter, byfolk (kör)

## Handling
Tyrolen, tidigt 1600-tal.

### Akt I
Luisa har förälskat sig i den okände Carlo trots sin fars varningar. När Carlo kommer och uppvaktar henne på födelsedagen avslöjar greve Walters betjänt Wurm, som själv är förälskad i Luisa, att Carlo i själva verket är grevens son Rodolfo, och Miller blir förvissad om att han har ohederliga avsikter. Wurm underrättar greven om att hans son är kär i en flicka från byn, men greve Walter har bestämt att Rodolfo skall gifta sig med sin kusin Federica. Hon säger ja, och när Rodolfo bekänner för henne att han älskar en annan klargör hon att hon inte tål rivaler. Medan Luisa väntar på Rodolfo, som har lovat besöka henne, berättar Miller för henne att hon har blivit bedragen, men Rodolfo kommer och övertygar både Luisa och hennes far om att hans kärlek är äkta. Miller fruktar greven, men Rodolfo hävdar att han sitter inne med upplysningar som kommer förmå fadern att ge sitt samtycke till bröllopet. Greve Walter står plötsligt och helt oväntat i dörren och vill låta gripa både Luisa och hennes far, men Rodolfo hotar att avslöja hur fadern på sin tid blev greve, och då går de fria.

### Akt II
Byborna berättat för Luisa att hennes far ändå har släpats till slottet i bojor, och Wurm underrättat henne om att Miller kommer att avrättas för uppstudsighet mot greven om inte Luisa noga följer Wurms instruktioner. Han tvingar henne att skriva ett brev till honom själv, där hon bekänner att hon har varit intresserad enbart av Rodolfos sociala ställning men i själva verket älskar Wurm, och dessutom tvingar han henne att följa med upp på slottet och upprepa sin bekännelse inför greven och Federica. Wurm meddelar greven att Luisa har skrivit det önskade brevet, och de båda minns hur de en gång i tiden mördade Walters kusin för att Walter skulle ärva grevetiteln. Innan kusinen dog hann han emellertid berätta för Rodolfo vilka gärningsmännen var, och greven säger nu till Wurm att Rodolfo hotar att röja dem. Wurm hämtar Luisa, som blir tvingad att påstå inför Federica att hon aldrig har älskat Rodolfo men däremot Wurm. En bonde ger Rodolfo Luisas brev till Wurm ("Quando le sere al Placido"), och när Wurm kommer utmanar Rodolfo honom på duell, men han vägrar och avlossar i stället sin pistol i luften för att tillkalla greve Walter. Rodolfo berättar för sin far att Luisa har bedragit honom. Greve Walter uppmanar honom att i stället gifta sig med Federica som hämnd på Luisa. Rodolfo går med på förslaget.

### Akt III
Miller har frigetts och förstår vilket offer Luisa har bringat. Hon ber honom ge Rodolfo ett brev där hon förklarar hur hon tvingades avstå från honom, och ber honom komma vid midnatt. Hon erkänner för sin far att hon ämnar ta sitt liv, men Miller övertalar henne att stanna hos honom så länge han lever. Rodolfo kommer och lägger brevet till Wurm framför Luisa, och sedan smyger han gift i en kanna vatten som står på bordet. Hon bekräftar att hon har skrivit brevet, varpå han ber om ett glas vatten, dricker och befaller henne att också dricka av det. Han beskyller henne för trolöshet och avslöjar att båda har druckit gift. Ställd inför döden anser sig Luisa inte längre bunden av något löfte utan klargör för Rodolfo hur saken ligger till. Han grips av ånger, och innan han dör lyckas han sticka svärdet i Wurm som kommit i sällskap med greve Walter.

## Inspelningar (urval)
- Luisa Miller". Renata Scotto, Placido Domingo, Sherrill Milnes, Jean Kraft. Metropolitan Opera Orchestra. James Levine, dirigent. DG DVD 073 4027.[1]